# Epsilon Eridani
Epsilon Eridani (ε Eridani, viết tắt Epsilon Eri, ε Eri), cũng có tên là Ran, là một ngôi sao trong chòm sao phía nam Ba Giang, ở một góc nghiêng của 9,46 ° phía nam của đường xích đạo thiên cầu. Điều này cho thấy nó nhìn thấy được từ bề mặt của Trái Đất. Ở khoảng cách 10,5 năm ánh sáng (3,2 parsec) từ Mặt Trời, nó có cấp sao biểu kiến là 3,73. Đây là sao riêng lẻ gần thứ ba hoặc hệ sao có thể nhìn thấy được bằng mắt thường và là ngôi sao thứ hai đã biết gần nhất có một hành tinh quay quanh.
Ngôi sao này ước tính nhỏ hơn một tỉ năm tuổi. Bởi vì có tuổi tương đối trẻ, Epsilon Eridani có một mức hoạt động từ tính cao hơn của Mặt Trời ngày nay, với gió sao mạnh gấp 30 lần. Chu kỳ tự quay của nó là 11,2 ngày tại đường xích đạo. Epsilon Eridani nhỏ hơn và nhẹ hơn Mặt Trời, và có mức độ tương đối thấp hơn các nguyên tố nặng hơn heli. Là một sao dải chính thuộc lớp quang phổ K2, có nghĩa là năng lượng được tạo ra ở lõi thông qua phản ứng tổng hợp hạt nhân hydro phát ra từ bề mặt ở nhiệt độ khoảng 5.000 K (8.500 °F), khiến nó có màu cam.
Tên định danh Epsilon Eridani đã được tạo ra vào năm 1603 bởi Johann Bayer. Nó có thể là một thành viên của Nhóm Đại Hùng Chuyển động của các ngôi sao mà chúng san sẻ sự chuyển động tương tự thông qua Ngân Hà, ngụ ý những ngôi sao này san sẻ chung nguồn gốc trong một cụm sao mở. Hàng xóm gần nhất của nó, là hệ sao đôi Luyten 726-8, sẽ có một cuộc tiếp cận gần gũi với Epsilon Eridani trong khoảng 31.500 năm khi chúng sẽ cách biệt khoảng 0,93 ly (0,29 pc).
Sự chuyển động của Epsilon Eridani dọc theo đường ngắm Trái Đất, được gọi là vận tốc xuyên tâm, đã được quan sát thường xuyên trong hơn hai mươi năm. Thay đổi định kỳ về giá trị của nó mang lại bằng chứng về một hành tinh khổng lồ quay quanh ngôi sao, biến nó trở thành một trong những hệ sao gần nhất với một ngoại hành tinh tiềm năng. Việc phát hiện thiên thể hành tinh quay xung quanh ngôi sao, Epsilon Eridani b, đã được công bố vào năm 1987. Quỹ đạo của hành tinh ban đầu được xuất bản vào năm 2000, dựa trên sáu bộ dữ liệu riêng biệt từ bốn kính thiên văn khác nhau. Các quan sát cho thấy hành tinh này quay quanh sao chủ với thời gian khoảng 7 năm tại khoảng cách trung bình 3,4 đơn vị thiên văn (AU). Việc phát hiện ra hành tinh này đã gây ra tranh cãi vì số lượng của tiếng ồn trong nền dữ liệu vận tốc xuyên tâm, đặc biệt là trong các quan sát ban đầu, nhưng nhiều nhà thiên văn học vẫn khẳng định sự tồn tại của hành tinh này. Vào năm 2016 nó được đặt tên thay thế là Ægir [sic].
Hệ Epsilon Eridani cũng bao gồm hai vành đai tiểu hành tinh bằng đá: cách xa lần lượt khoảng 3 AU và 20 AU từ ngôi sao. Cấu trúc quỹ đạo có thể được duy trì do một hành tinh giả thuyết thứ hai quay quanh, nếu được xác nhận sẽ được đặt tên là Epsilon Eridani c. Epsilon Eridani giữ một vùng đĩa ở bên ngoài các mảnh vỡ rộng lớn của vi thể hành tinh còn sót lại từ sự hình thành của hệ.
Là một trong những ngôi sao giống Mặt Trời nằm gần nhất cùng với một hành tinh, Epsilon Eridani là mục tiêu của một số quan sát trong việc tìm kiếm trí thông minh ngoài Trái Đất. Epsilon Eridani xuất hiện trong các câu chuyện khoa học viễn tưởng và đã được đề xuất như là một điểm đến cho du lịch giữa các vì sao. Từ Epsilon Eridani, Mặt Trời sẽ xuất hiện như một ngôi sao có cấp sao 2,4 ở chòm sao Cự Xà.
| Thiên thể đồng hành (thứ tự từ ngôi sao ra) | Khối lượng              | Bán trục lớn (AU)       | Chu kỳ quỹ đạo (ngày)   | Độ lệch tâm             | Độ nghiêng | Bán kính |
| ------------------------------------------- | ----------------------- | ----------------------- | ----------------------- | ----------------------- | ---------- | -------- |
| Vành đai tiểu hành tinh I                   | ~1.5−2.0 (or 3–4 au) AU | ~1.5−2.0 (or 3–4 au) AU | ~1.5−2.0 (or 3–4 au) AU | ~1.5−2.0 (or 3–4 au) AU | —          | —        |
| b (AEgir)                                   | 078+038 −012 MJ         | 3.48 ± 0.02             | 2,692 ± 26              | 007+006 −005            | 89° ± 42°  | —        |
| Vành đai tiểu hành tinh II                  | ~8–20 AU                | ~8–20 AU                | ~8–20 AU                | ~8–20 AU                | —          | —        |
| c (chưa xác nhận)                           | 0.1 MJ                  | ~40                     | 102,270                 | 0.3                     | —          | —        |
| Đĩa khí bụi                                 | 35–100 AU               | 35–100 AU               | 35–100 AU               | 35–100 AU               | 34° ± 2°   | —        |